# Монотиоарсенат натрия
Монотиоарсенат натрия — неорганическое соединение,
тиосоль натрия и мышьяковой кислоты с формулой Na3AsO3S,
бесцветные кристаллы,
растворяется в воде,
образует кристаллогидраты, ядовит.

## Получение
- Кипячение порошка серы в растворе оксида мышьяка(III) и едкого натра:

{\displaystyle {\mathsf {As_{2}O_{3}+2S+6NaOH\ {\xrightarrow {100^{o}C}}\ Na_{3}AsO_{3}S+3H_{2}O}}}

## Физические свойства
Монотиоарсенат натрия образует кристаллогидраты состава Na3AsO3S•n H2O, где n = 7 и 12.
Растворяется в воде,
не растворяется в этаноле.
Кристаллогидрат Na3AsO3S•7H2O — бесцветные кристаллы
моноклинной сингонии,
пространственная группа P 21,
параметры ячейки a = 0,6708 нм, b = 0,6920 нм, c = 1,2681 нм, β = 91,85°, Z = 2
.
Кристаллогидрат Na3AsO3S•12H2O — бесцветные кристаллы
ромбической сингонии,
пространственная группа P 212121,
параметры ячейки a = 0,9220 нм, b = 1,2831 нм, c = 1,3906 нм, Z = 4
.